# サムワン・トゥ・コール・マイ・ラヴァー
「サムワン・トゥ・コール・マイ・ラヴァー」(Someone to Call My Lover)は、ジャネット・ジャクソンの楽曲。7枚目のスタジオ・アルバム『オール・フォー・ユー』から2枚目のシングルとして発売された。

## 概要
アメリカの楽曲「ヴェンチュラ・ハイウェイ」のギターリフ、ジムノペディの第一番をサンプリングしている。ジムノペディ第一番についてはジャネットが子供の頃にCMソングとして聴いて以来、お気に入りであり、彼女の息子も同様に気にいっているという。
最初にジャネットが電話越しにヴォーカル・メロディーをプロデューサーのジミー・ジャムに聞かせると、ジミーはすぐにミネアポリスで録音しようと持ち掛けた。
フランシス・ローレンスがミュージック・ビデオの監督を務めた。
ジャーメイン・デュプリ率いるソー・ソー・デフが参加したリミックスも制作され、こちらのリミックスにもミュージック・ビデオが制作された。
2025年、TikTokなどのSNSでこの曲が再び注目を浴びたことがきっかけで、デイリー・ストリーミング数が600%上がるなどリバイバル・ヒットを記録。2024年からのツアーのセットリストに追加されたほか、2025年のアメリカン・ミュージック・アワードのアイコン賞受賞の際のパフォーマンスでもこの曲が選ばれた。

## 収録曲
マキシ・シングル
1. サムワン・トゥ・コール・マイ・ラヴァー (シングル・エディット)
2. サムワン・トゥ・コール・マイ・ラヴァー (ヘックス・ヘクター マック・クアイル・ラジオ・ミックス)
3. サムワン・トゥ・コール・マイ・ラヴァー (ソー・ソー・デフ・リミックス)
4. サムワン・トゥ・コール・マイ・ラヴァー (ザ・ベルベット・ミックス)
5. サムワン・トゥ・コール・マイ・ラヴァー (ヘックス・ヘクター/マック・クアイル・クラブ・ミックス)

## チャート
| チャート (2001年)                        | 最高位 |
| ---------------------------------------- | ------ |
| オーストラリア (ARIA)                    | 15     |
| ベルギー (Ultratop 50 Flanders)          | 32     |
| ベルギー (Ultratop 50 Wallonia)          | 38     |
| カナダ (Nielsen SoundScan)               | 9      |
| クロアチア (HRT)                         | 3      |
| ヨーロッパ (European Hot 100 Singles)    | 32     |
| フランス (SNEP)                          | 58     |
| ドイツ (GfK Entertainment charts)        | 65     |
| アイルランド (IRMA)                      | 23     |
| イタリア (FIMI)                          | 34     |
| オランダ (Dutch Top 40)                  | 28     |
| オランダ (Single Top 100)                | 46     |
| ニュージーランド (Recorded Music NZ)     | 18     |
| スコットランド (Official Charts Company) | 17     |
| スウェーデン (Sverigetopplistan)         | 49     |
| スイス (Schweizer Hitparade)             | 42     |
| UK シングルス (OCC)                      | 11     |
| UK ダンス (OCC)                          | 31     |
| UK R&B (OCC)                             | 4      |
| US Billboard Hot 100                     | 3      |
| US Adult Contemporary (Billboard)        | 29     |
| US Adult Top 40 (Billboard)              | 26     |
| US Dance Club Songs (Billboard)          | 1      |
| US Hot R&B/Hip-Hop Songs (Billboard)     | 11     |
| US Pop Airplay (Billboard)               | 3      |
| US Rhythmic (Billboard)                  | 12     |

| チャート (2001年)                          | 順位 |
| ------------------------------------------ | ---- |
| カナダ (Nielsen SoundScan)                 | 76   |
| カナダ ラジオ (Nielsen BDS)                | 20   |
| 全米 Billboard Hot 100                     | 38   |
| 全米 アダルト トップ40 (Billboard)         | 73   |
| 全米 メインストリーム トップ40 (Billboard) | 20   |
| 全米 リズミック・チャート (Billboard)      | 46   |